# 煉獄

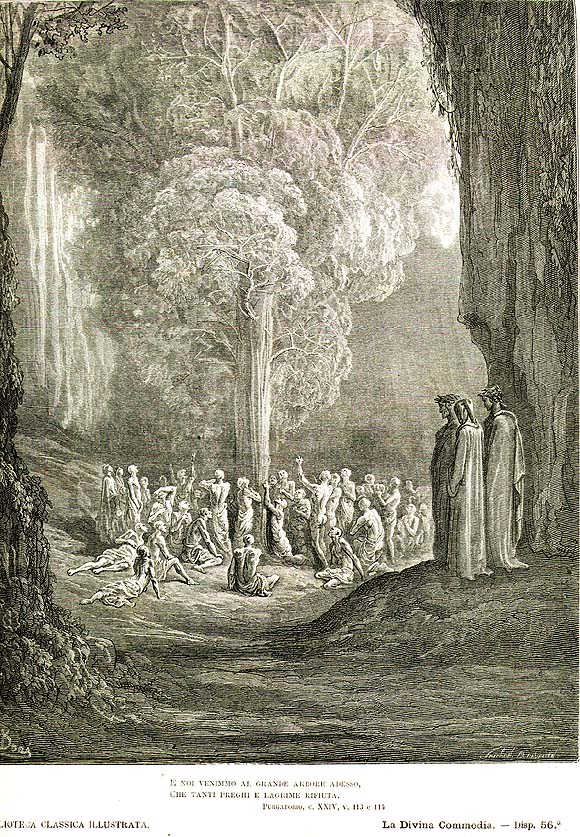
煉獄の入り口（画：ギュスターヴ・ドレ）

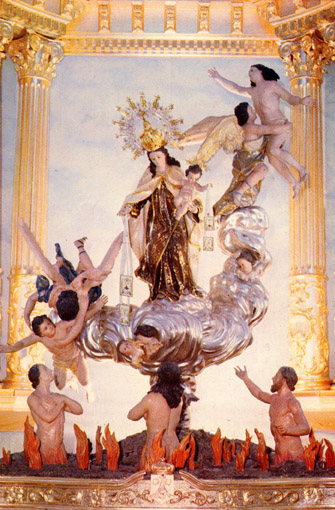
煉獄からの救済の想像図（中央に聖母像）

煉獄（れんごく、ラテン語: Purgatorium）とは、カトリック教会の教義で、この世の命の終わりと天国との間に多くの人が経ると教えられる清めの期間。『カトリック教会のカテキズム』では、「神の恵みと神との親しい交わりとを保ったまま死んで、永遠の救いは保証されているものの、天国の喜びにあずかるために必要な聖性を得るように浄化（清め）の苦しみを受ける人々の状態」と説明する。
正教会やプロテスタントなどキリスト教の他の教派では、後述するように煉獄の存在を認めていない。

## 概説
煉獄は、カトリック教会では天国には行けなかったが地獄にも墜ちなかった人の行く中間的なところとされ、苦罰によって罪を清められた後、天国に入るとされる。現行のカトリック教会の教義では、天国は「最高の、そして最終的な幸福の状態」、地獄は「神から永遠に離れ、永遠の責め苦を受ける状態」と定義されているが、「天国の本質が神との一致にあるとすれば、それは当然のことだが、人間は必ずしも終始一貫、神に沿って生きているとはいえず、罪を犯すこともあり、そのため死後に神と一致しようとする際には、自分の内にある神と異質なものは清められることになる。これが煉獄である」と説明されている。
カトリック教会では、少なくとも12世紀以降の教父の文章などに散見される聖伝・教理として受け継がれ、旧約聖書（第二正典）の『第二マカバイ記』の記述も根拠になるとして、フィレンツェ公会議（1431年 - 1443年）とトリエント公会議（1543年 - 1563年）で公式な教義として再確認された。このような経緯もあり、教会の東西分裂以前にカトリック教会と分かれた正教会では、煉獄を認めていない。また、プロテスタントでは、マルティン・ルターは当初、煉獄の存在を認めていたが、後にマカバイ記を否認したことから他の改革者たちと同じく煉獄を否定するようになった。

## 聖書と聖伝による根拠

### 聖書
カトリック教会の伝承では、煉獄は「清めの火」というイメージで語られ、その由来は教会の古くからの伝承だけでなく、『コリントへの第一の手紙』3章13-15節 や『ペトロの手紙一』1章7節などなど聖書のいくつかの箇所に基づいたものだと説明する。また、『マタイ福音書』12章32節 の記述から「ある罪はこの世で、他のある罪はあの世でゆるされ得る」と解釈できることが、煉獄の存在の根拠だとしている。
さらに、煉獄の教えは、旧約聖書（第二正典）の『第二マカバイ記』12章45(-46)節の、罪のうちに死んだ死者達のための祈りの習慣にも見られるとしており、カトリック教会は初期の時代から、「死者の記念を深い敬愛の念を以って尊び」、罪から解かれるよう、死者のために祈りを捧げてきた。
上述のマカバイ書の記述は、直接的には復活と代祷の有効性を認めたものだが、間接的には中間的状態を認めたものと言える。なぜなら、後の世で復活前に補うものがなければ、信者の代祷には意味がないからである。

### 聖伝
こうした煉獄の教義を決定的にしたものはカトリック教会における聖伝であり、聖伝は常に煉獄の教えの根本的要素、死後の為の清めの必要なことと、死後の代祷の有益なことについて確信を持っていた。ユダヤ人は祖先崇拝はしなかったが、敬愛の情を以って死者を弔い、死者の為に祈る習慣をキリスト信者に伝え、これは信者の代祷によって死者が完全に清められるという信仰を仮定したものであった。パウロが自分を存命中、助けてくれた一名の信者の為に祈り、裁きの日に憐みを垂れてくれるよう主に願ったのも、そうした古い習慣による（2テモテ1・16以下）。
さらに、2世紀以後のローマのカタコンベの墓碑には、死者への代祷の願いが刻まれている。これは信者が早く救われて天国に与れるように、との祈願の表れである。3世紀後半からは、聖キプリアヌスなどの証言にもわかるように、代祷の習慣はさらに普及され、ミサの典礼文でも死者の為の祈りが唱えられるようになった。4世紀以後は、煉獄の存在は一層明示的になり、とりわけ聖アウグスティヌスの寄与は大きく、彼が母モニカの死にあたって、代祷を請われたことは有名である。アウグスティヌスは、全ての人は支払わなくてはいけない負い目があることから、死後の清めは必要であり、それは長くて公審判までであると説いた。

## 煉獄の霊魂のための祈り
上述したような根拠・経緯から、信者は、煉獄の霊魂のために祈り、死者のための施しや免償、償いのわざを行うように勧められており、それによって煉獄の霊魂（清めの状態にある死者）は救われると教会は教えている。
このように教えるのは、煉獄の霊魂は、既に人生を終えており時間という自由な機会を失っているため、自分の力では脱出することも、苦しみを緩和することもできず、まだ時間という功徳を積む機会を持っている現世の人に依り頼むしかない、とするからである。ただし、煉獄の霊魂は、神を心から愛していて、天国にいずれ達することが確実であるため、その苦しみは大きいが、心の平安と喜びを乱すものではなく、また「苦しむ教会」の一員として、煉獄の霊魂は、地上の人のために、神に願いをとり継ぐことができる、とされる。そのため、地上の信者は煉獄の霊魂に、祈り、取り次ぎを願うよう勧められている。なお、殉教者は煉獄を経ないで直接天国へ行くと考えられ、また洗礼・ゆるしの秘跡・罪の償い・善行は、煉獄での償いを減免すると教える。
こうした経緯から、カトリック教会では、聖人以外の少なからぬ善人が天国ではなく煉獄に行ったと教え、そうした教理に基づく、多数の幻視、私的啓示が伝統的に存在してきた。例えば、ファティマの聖母を視た福者ジャシンタ・マルトらは、聖母から「友達のアメリアは世の終わりまで煉獄にいると告げられた」としている。

### 免償
免償（ラテン語: indulgentiae）とは、「罪科としてはすでに赦免された罪に対する有限の罰の神の前におけるゆるし」のことで、人がこの世で犯す罪は「ゆるしの秘跡」によって赦されて神との交わりを回復するが、その罪の償いとも言える苦しみ（有限の罰、すなわち煉獄）が残るため、それを減免するために祈りや秘跡、善行など教会の定めを通して得られるとされているものである。この免償を、煉獄の霊魂の救いのために捧げることが、カトリック教会で伝統的に勧められてきた。この免償の、教会・教皇による証明書が「贖宥状（免償符）」であり、これを金銭で販売・売買していたことが教会の腐敗につながり、マルティン・ルターによる宗教改革の発端ともなった。免償符の販売は、その後トリエント公会議（1543年 - 1563年）で廃止された。

## 他教派による批判
このように、カトリック教会では煉獄にいる死者のために祈りなどを行う伝統があったが、プロテスタントの諸教派では、当初はルターのように煉獄の存在を認める教父もいたものの、マカバイ記の聖書正典としての疑義や、またルターが贖宥状（免償符）の売買に対して疑問を投げかけたことが宗教改革の発端の一つとなったという歴史的経緯などから、煉獄の概念を否定した。マカバイ記への疑義に対して、カトリック教会は、マカバイ記をタルムードの著者たちやユダヤ人歴史家フラウィウス・ヨセフスも聖書として疑っていなかったこと、ユダ・マカバイによって規定されたハヌカ（光の祝い）をキリスト自身も行っていること、アウグスティヌスやインノケンティウス1世など初代教会の教父達も正典と宣言していることなどから、旧約聖書に含めている。
また、正教会にも死者のために祈るパニヒダという伝統があるが、正教会における聖伝には煉獄は無いとする理由から、また、陰府と天国の間には大きな淵があるという見解から（『ルカによる福音書』16章26節）、正教会では煉獄の存在を認めていない。